# Tessancourt-sur-Aubette
Tessancourt-sur-Aubette é uma comuna francesa na região administrativa da Île-de-France, no departamento de Yvelines. A comuna possui 920 habitantes segundo o censo de 1999.